# Aboriscus
Aboriscus – rodzaj kosarzy z podrzędu Laniatores i rodziny Epedanidae. Gatunkiem typowym jest Aboriscus singularis.

## Występowanie
Przedstawiciele rodzaju wykazani są z Indii.

## Systematyka
Opisano dotąd zaledwie 3 gatunki z tego rodzaju:
- Aboriscus aborensis (Roewer, 1913)
- Aboriscus longipes (Roewer, 1913)
- Aboriscus singularis (Roewer, 1912)